# Геняса (комуна, Ілфов)
Геняса (рум. Găneasa) — комуна у повіті Ілфов в Румунії. До складу комуни входять такі села (дані про населення за 2002 рік):
- Геняса (599 осіб) — адміністративний центр комуни
- Козієнь (705 осіб)
- Моара-Домняске (606 осіб)
- Пітяска (1251 особа)
- Шиндріліца (1045 осіб)

Комуна розташована на відстані 16 км на схід від Бухареста, 139 км на південь від Брашова.

## Населення
За даними перепису населення 2002 року у комуні проживали 4206 осіб.
Національний склад населення комуни:
| Національність | Кількість осіб | Відсоток |
| -------------- | -------------- | -------- |
| румуни         | 3502           | 83,3%    |
| цигани         | 700            | 16,6%    |
| угорці         | 2              | < 0,1%   |
| українці       | 1              | < 0,1%   |
| серби          | 1              | < 0,1%   |

Рідною мовою назвали:
| Мова       | Кількість осіб | Відсоток |
| ---------- | -------------- | -------- |
| румунська  | 4201           | 99,9%    |
| угорська   | 2              | < 0,1%   |
| циганська  | 2              | < 0,1%   |
| хорватська | 1              | < 0,1%   |

Склад населення комуни за віросповіданням:
| Релігія       | Кількість осіб | Відсоток |
| ------------- | -------------- | -------- |
| православні   | 4194           | 99,7%    |
| бретрени      | 8              | 0,2%     |
| реформати     | 2              | < 0,1%   |
| п'ятдесятники | 2              | < 0,1%   |

## Зовнішні посилання
- Дані про комуну Геняса на сайті Ghidul Primăriilor [Архівовано 30 січня 2012 у Wayback Machine.]